# Кациев, Хабу Хаджикурманович
Хабу Хаджикурманович Кациев (Хабиб; 7 [20] августа 1916, Кёнделен, Терская область — 1974) — балкарский писатель.

## Биография
Родился 7 (20) августа 1916 года в ауле Кёнделен (ныне в Эльбрусском районе Кабардино-Балкарии). Окончил Высшую партийную школу. В 1957 году возглавил газету «Коммунизмге жол»

## Творчество
Кациев — автор стихов и рассказов о Гражданской войне, борьбе за советскую власть, культурных и экономических преобразованиях в горных аулах. В 1930-е годы им были написаны сборник стихов «Сердечная радость» («Жюрек къуўанч») и сборник рассказов «Звёзды земли» («Жер жулдузлары»). В 1961 году была издана юмористическая книга Кациева «А у вас какая новость?» («Аланла, сизде уа не хапар?»). Кациев перевёл на балкарский язык ряд произведений А. С. Пушкина, М. Ю. Лермонтова, А. П. Чехова, М. Горького.